# Tarkvinij Prisk
Večina podatkov o nastanku in razvoju Rimskega kraljestva ni podprta z zgodovinskimi pričevanji, ker so Galci v prvi plenitvi Rima popolnoma uničili državni arhiv in zabrisali vsako drugo sled za preteklostjo. Podatki, ki so na razpolago, so v glavnem povzeti po pripovedovanju Tita Livija, ki je v dobi rimskega cesarstva, pet stoletij po ukinitvi kraljevine, skušal predstaviti državo s čim bolj ugledno preteklostjo. Zato je vsebina tega članka v veliki meri legenda.
Lucij Tarkvinij Prisk (lat. Lucius Tarquinius Priscus; 616 pr. n. št.–578 pr. n. št.; priscus pomeni starejši), peti rimski kralj, je bil prvi izmed etruščanskih rimskih kraljev, sicer pa po rodu Grk. Njegov oče Demaratus, bogat meščan Korinta, se je naselil v etruščanskem mestu Tarkviniji, kjer se je poročil z Etruščanko.
Tarkvinij se je poročil s Tanaquil, ki je pripadala premožni družini, in tako tudi sam postal član premožne družine. Posegal je po vedno večjih odlikovanjih in zato je poskusil svojo srečo v Rimu. Ko je prispel v Janiculum, mu je orel pograbil pokrivalo in mu ga, potem ko je poletel na visoko višino, spet postavil na glavo. Tanaquil, ki je bil izkušena v etruščanski prerokovalski znanosti, mu je povedala, da zaradi tega lahko upa na najvišja priznanja. Preimenoval se je v Lucija Tarkvinija Priska. Ank Marcij ga je namestil za varuha svojih otrok, po kraljevi smrti pa sta ga senat in ljudstvo soglasno izvolila za kralja.
Tarkvinij je vojni premagal Sabince in zavzel njihovo mesto Collatia, za vladarja pa postavil svojega nečaka Egeriusa, od takrat zvanega Collatinus. Prav tako je zavzel veliko latinskih mest in postal vladar celotnega Lacija.
V mestu je zgradil cloaco maximo – kanalizacijo, ki se je ohranila do danes. Zasnoval je Circus Maximus, kjer so začeli prirejati slavne rimske igre. Prav tako je naredil nekaj sprememb v ustroju države. Senatu je dodal še 100 članov, ki so bili pripradniki Luceres, tretjega plemena in so bili menovani patres minorum gentium, da bi se razlikovali od starih senatorjev, imenovanih patres majorum gentium. Trem stotnijam konjenikov, ki jih je postavil Romul, je dodal še tri stotnije in jih imenoval po sebi ter dveh prijateljih. Temu je nasprotoval prerokovalec Attus Navius, češ da so bogovi to prepovedali. Zgodba pripoveduje, da je kralj prerokovalca preizkusil in se z njim sporekel, nato pa mu ukazal: »Mislim, da bi moral ta brus presekati z nožem«. Navius je brez odlašanja vzel rezilo in presekal brus na dva dela. Kot posledico tega čudeža Tarkvinij Prisk ni ustanovil novih stotnij po stari zamisli, pač pa je starim dodal še vsaki po eno, tako da so se odtlej imenovale prva in druga Ramnes, Tities in Luceres. Prav tako je povečal število vestalskih devic iz štiri na šest, novi vestalki sta verjetno prihajali iz plemena Luceres.
Tarkvinij Prisk je imel ljubljenca, Servija Tula, ki naj bi bil sin sužnje, ugrabljene ob zavzetju latinskega mesta Corniculum. Po mitoloških razlagah naj bi bilo Tulovo otroštvo zaznamovano s čudeži, ki so napovedali njegov prihodnji vpliv in slavo. Tako naj bi mu nekoč med spanjem okoli glave gorel plamen, ne da bi ga poškodoval. Tanaquil je napovedala njegovo visočanstvo in od takrat je bil Tul kraljevi posvojenec. Tarkvinij mu je pozneje dal svojo hčerko v zakon in mu prepustil vlado. Toda sinovi Anka Marcija so se bali, da bi Tarkvinijev zet postal kralj, zato so najeli dva atentatorja za umor kralja. Ta dva moža sta hlinila medsebojni spor in tako prišla do Tarkvinija Priska, ki naj bi razsodil o njunem nesporazumu. Ko je kralj poslušal enega izmed njih, ga je drugi smrtno ranil s sekiro. Kljub temu sinovi Anka Marcija niso poželi sadov svojega zločina, saj jim je Tanaquil, pretvarjajoč se, da moževa rana ni bila smrtna, rekla, da se bo kralj kmalu vrnil, kraljeve dolžnosti pa je prevzel Servij Tul, ki je pozneje, brez da bi bil izvoljen, postal tudi uradni kralj.
Tarkvinij Prisk je vladal 38 let.